# Henry Vivian (1er baron Swansea)
Henry Hussey Vivian, 1er baron Swansea (6 juillet 1821 – 28 novembre 1894), est un industriel gallois et un homme politique.

## Biographie
Né à l'abbaye de Singleton, Swansea, Henry est le fils aîné de l'industriel et député John Henry Vivian et de son épouse Sarah, fille d'Arthur Jones, de Reigate. Ses plus jeunes frères sont Arthur Vivian (qui deviendra un industriel et député), Richard Glynn Vivian (un collectionneur d'art et philanthrope) et Graham Vivian. Son oncle est Hussey Vivian (1er baron Vivian). Il fait ses études au Collège d'Eton et étudie la métallurgie en Allemagne et en France à partir de 1838 avant d'entrer au Trinity College de Cambridge en 1839 .

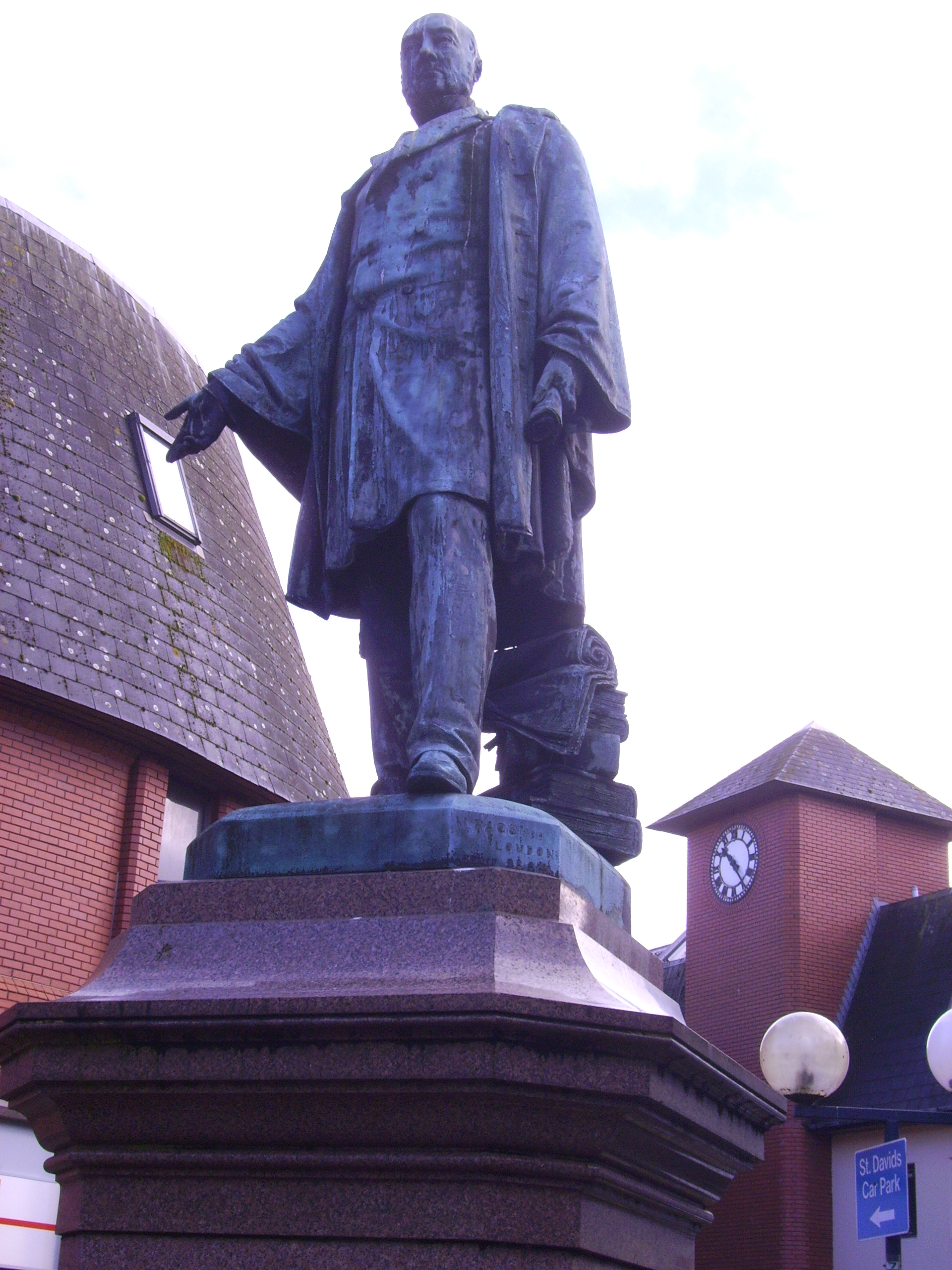
Statue d'Henry Hussey Vivian à Swansea.

Après deux ans, il est devenu directeur de la branche de Liverpool de la fonderie de cuivre fondée par son grand-père, Vivian & Sons. Trois ans plus tard, il devient associé de la firme avant de venir à Swansea pour gérer les Hafod Works au cours des dix dernières années de la vie de son père (1845–1855). Il développe une gamme de sous-produits issus de la fusion du cuivre et s'est diversifié dans d'autres activités métallurgiques. On lui attribue l'origine de "l'échelle mobile" des salaires des mineurs après la grève de 1889, bien que d'autres autorités attribuent l'idée à William Thomas Lewis, après Lord Merthyr. Il est l'un des principaux promoteurs du chemin de fer Rhondda et Swansea Bay, et contribue à étendre davantage les installations portuaires de la ville et défend les mérites du charbon gallois dans les débats parlementaires. C'est en grande partie grâce à ses efforts que Swansea est devenu un centre industriel majeur.
Il est député de Truro de 1852 à 1857, Glamorganshire de 1857 à 1885 et Swansea District de 1885 à 1893. En 1889, il est devenu le premier président du Conseil du comté de Glamorgan. Il est également juge de paix, sous-lieutenant de Glamorgan et pendant quelques années premier lieutenant-colonel du 4th Glamorgan Rifle Volunteers.
Il est créé baronnet de Singleton dans la paroisse de Swansea dans le comté de Glamorgan le 13 mai 1882 et baron Swansea, de Singleton dans le comté de Glamorgan le 9 juin 1893.
Après sa mort le 28 novembre 1894, l'homologation a été accordée à ses fils Henry Hussey Vivian et Odo Richard Vivian évaluant sa succession à 163707 £ 1 9d, il est enterré dans le cimetière de l'église St Paul à Sketty. Il y a une statue en bronze d'Henry portant une redingote et une robe dans le centre commercial St. David's, Swansea, créée par le sculpteur italien Mario Raggi . Il y a aussi une plaque à l'église St John à Hafod, érigée par sa veuve.

## Mariages et enfants
Lord Swansea épouse, le 15 avril 1847, Jessie Dalrymple Goddard (v.1825 - 28 février 1848), la fille d'Ambrose Goddard. Sa femme est décédée des suites d'une fièvre infantile quelques semaines après la naissance de leur unique enfant.
- Ernest Ambrose Vivian, 2e baron Swansea (11 février 1848 - 17 juillet 1922); mort célibataire

Le 14 juillet 1853, il épouse Flora Caroline Elizabeth Cholmeley (décédée le 25 janvier 1868), fille de Montague Cholmeley, 2e baronnet. Ils ont un fils; 
- John Aubrey Vivian (23 juillet 1854 - 1er mars 1898); mort célibataire

Lord Swansea se remarie, le 10 novembre 1870, avec Averil Beaumont (1841 - 14 janvier 1934), fille du Capt. Richard Beaumont, et petite-fille de Godfrey Macdonald (3e baron Macdonald de Sleat) (en). Ils ont sept enfants; 
- Violet Averil Margaret Vivian (3 décembre 1871 - 30 mars 1943)
- Henry Hussey Vivian (5 février 1873 - 11 décembre 1898); mort célibataire
- Odo Vivian (3e baron Swansea) (en) (22 avril 1875-16 novembre 1934)
- Averil Vivian (4 décembre 1876 - 1er février 1959); épouse George Tryon (1er baron Tryon)
- Alexandra Gladys Vivian (ch.1879 - 17 juillet 1966)
- Alberta Diana Vivian (10 février 1883 - 1968)
- une fille (10 février 1883) [4]